# Стефанувка (Опольський повіт)
Стефанувка (пол. Stefanówka) — село в Польщі, у гміні Юзефув-над-Віслою Опольського повіту Люблінського воєводства.
Населення — 134 особи (2011).

## Демографія
Демографічна структура станом на 31 березня 2011 року:
|          | Загалом | Допрацездатний вік | Працездатний вік | Постпрацездатний вік |
| -------- | ------- | ------------------ | ---------------- | -------------------- |
| Чоловіки | 63      | 10                 | 42               | 11                   |
| Жінки    | 71      | 21                 | 28               | 22                   |
| Разом    | 134     | 31                 | 70               | 33                   |